# Chamborgneau
Chamborgneau est un hameau de Bouffioulx, au sud de la ville de Charleroi, en Belgique. Avec Bouffioulx il fait aujourd’hui partie de la commune (et ville) de Châtelet (Région wallonne).

## Géographie
Tout en longueur, d’ouest en est le long d’une rue unique appelée  ‘rue longue’, le hameau suit le cours d’un ruisseau ('Ry de Saint-Ry’ ?) qui se jette dans l’Hanzinne, un peu au sud de Bouffioulx.  Hormis quelques anciennes maisons aux alentours de l’église le hameau s’est développé comme ‘cité-dortoir’ de Charleroi. 

## Histoire
La localité est déjà mentionnée sur la carte de Ferraris de 1770, sous le nom de ‘Champbornieaux’ (au sud de ‘Bouflioux’ [sic]).  Le hameau semble avoir déjà une certaine importance.
La proximité des usines de Montcheret et des fours à chaux de la carrière de Sébastopol, a entraîné le développement du hameau de Chamborgneau. L'accroissement de la population qui en résulta, amena l'administration communale de Bouffioulx à créer une école qui fut construire sur la « Nouvelle Place ».

## Patrimoine et folklore

### Patrimoine architectural
- L'église Saint-Ferdinand de Chamborgneau fut construite à l'initiative de la famille Pirmez en 1913. Elle est de style néo-roman[2].

### Folklore
- Marche Saint-Ferdinand, crée en 1946 est fêtée le deuxième dimanche de juillet.